# 比利亚奥斯
比利亚奥斯，是西班牙卡斯蒂利亚-莱昂布尔戈斯省的一个市镇。总面积51平方公里，总人口402人（2001年），人口密度8人/平方公里。